# Palazzo Comunale (Bobbio)

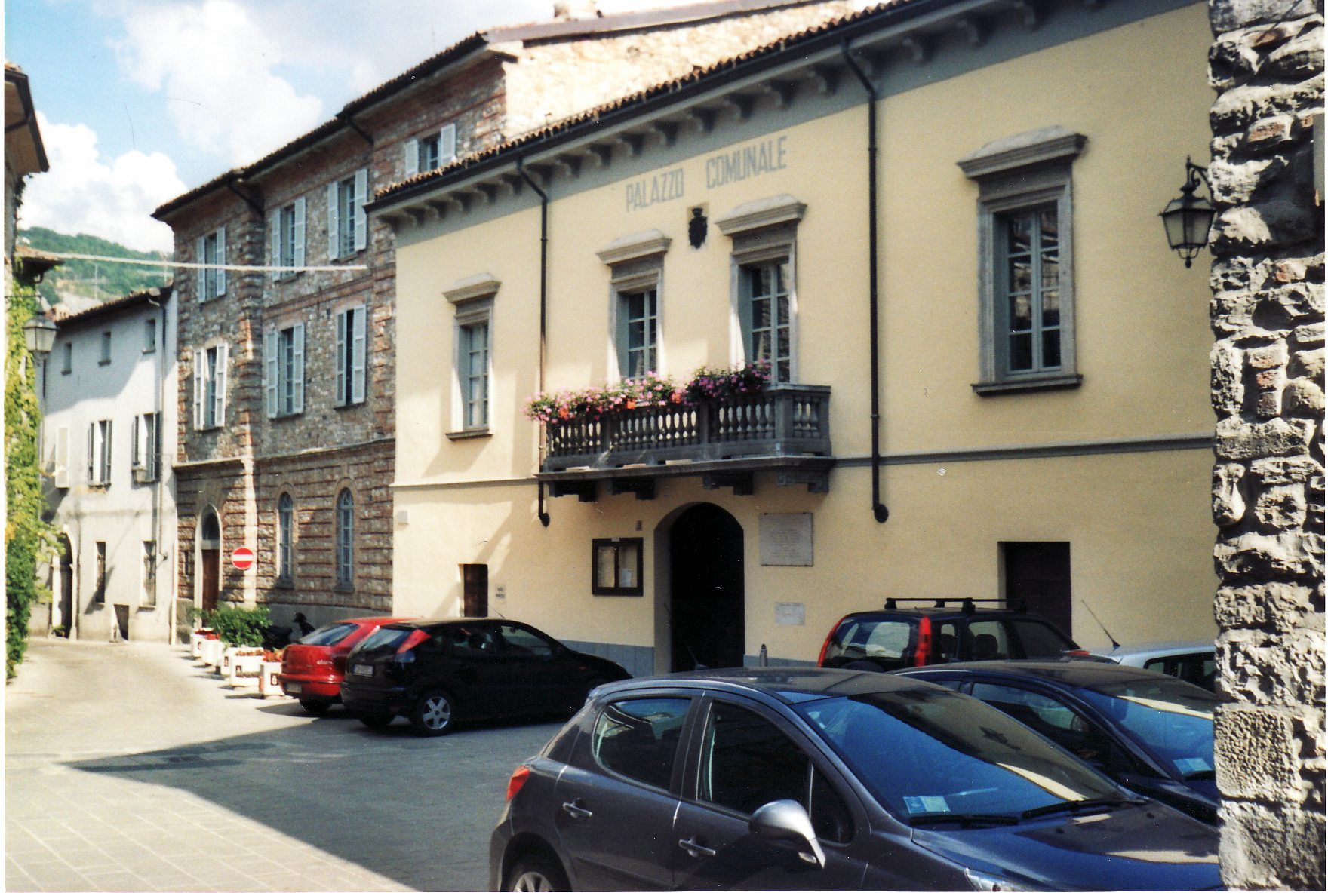
Palazzo Comunale von Bobbio, ehemaliges Kloster der Heiligen Klara

Der Palazzo Comunale ist ein Palast aus dem 15. Jahrhundert im historischen Zentrum von Bobbio in der italienischen Region Emilia-Romagna. Er liegt an der Piazzetta Santa Chiara. Er ist Sitz der Gemeindeverwaltung.
Das Gebäude wurde im 15. Jahrhundert als Kloster der Heiligen Klara errichtet und beherbergt seit 1927 die Gemeindeverwaltung.
Vor dem Palazzo Comunale liegen die Piazza Santa Chiara und die Contrada dei Buelli mit dem alten Palast der Familie Buelli, von dem man heute noch das Adelswappen sehen kann, und das anschließende Gasthaus La Paolina, das zwar geschlossen wurde, dessen Zeichen man aber oben immer noch sieht.
Im Inneren des Palazzo Comunale und des Auditorium di Santa Chiara gibt es einen großen Garten zum Valgrana oberhalb der Via Circonvallazione.

## Geschichte

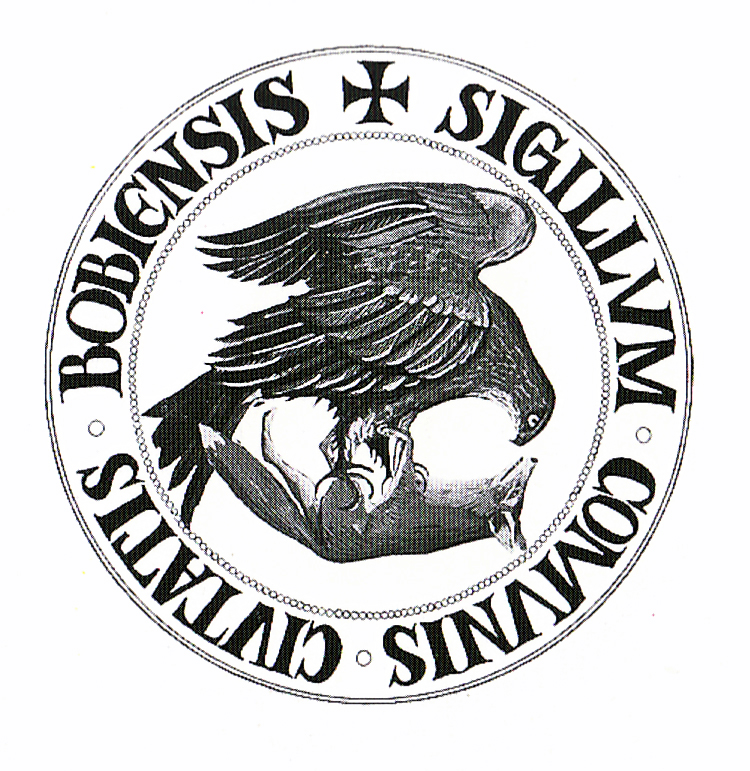
Das alte Siegel der Gemeinde Bobbio (13.–14. Jahrhundert)

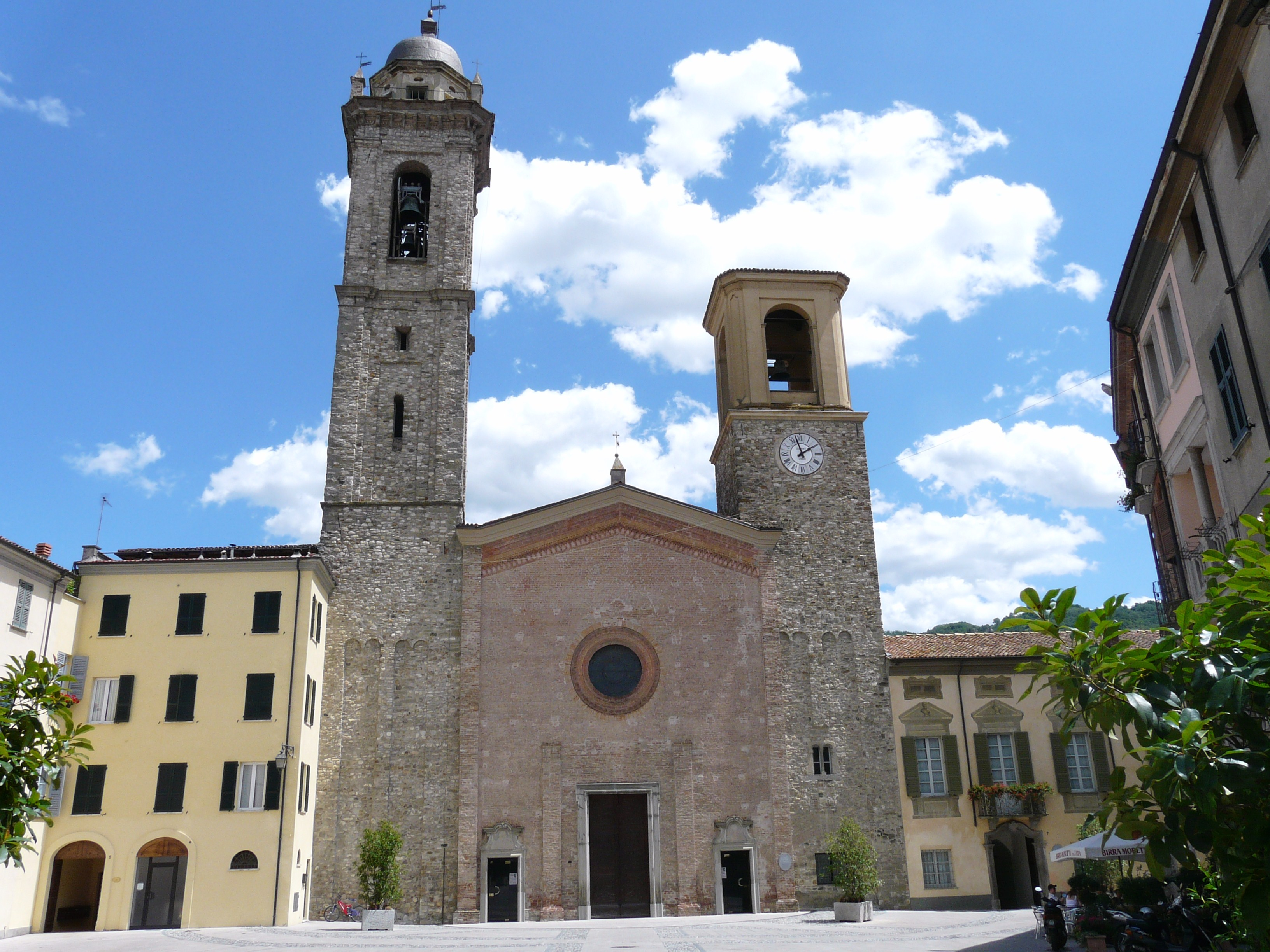
Der heutige Domplatz, auf der linken Seite, anschließend an den Turm, sieht man noch einen Teil des Palazzo Podestarile.

Der Sitz der Gemeindeverwaltung bis zum Beginn des 19. Jahrhunderts war im Palazzo Podestarile, der 1226 am Domplatz errichtet worden war. Im Jahre 1808 wurde das Rathaus in die Räumlichkeiten des Klosters der Abtei Bobbio verlegt. Ab 1927 ist es im heutigen Gebäude untergebracht.

### Palazzo Podestarile
Der Palazzo Podestarile wurde 1226 auf dem Domplatz vor der Kathedrale Mariä Verkündigung errichtet. Dort war der Sitz des Consiglio dei Reggenti, der Consoli und des Bürgermeisters. Dieses Gebäude wurde 1808 mit der Verlegung des Rathauses in das Kloster San Colombano aufgegeben. Fast vollständig wurde es 1927 zerstört, als man den Platz erweiterte, um die Kathedrale ästhetisch aufzuwerten. Ein Teil des Gebäudes von 1226 wurde umgebaut und ist heute noch an der linken Seite des Doms, anschließend an den Glockenturm, zu sehen. In diesem Palast wurden 1342 die Gemeindegesetze aufgelegt und unterschrieben.

### Kloster der Heiligen Klara
Das Kloster oder der Konvent der Heiligen Klara wurde 1436 für die Klarissen errichtet. 1459 erhielten die Nonnen von Papst Pius II. die Klostergründung. Das Gebäude wurde 1546 mit Baumaterialien des alten Lazarushospitals bemerkenswert umgebaut und erweitert. Letzteres lag in der Nähe des Ponte Gobbo über die Trebbia und wurde 1472 durch ein Hochwasser des Flusses zerstört. Die heutige Fassade des Palastes stammt aus dem 17. Jahrhundert, als das Gebäude auch ein Internat für die Adelsfamilien aus Bobbio wurde. Der Konvent wurde, wie andere Klöster und kirchliche Gebäude, nach dem Einfall der Franzosen unter Napoleon 1803 geschlossen.
Die Kirche der Heiligen Klara im Konvent wurde von den Franzosen in ein Theater umgewandelt und von dem Maler Brugnelli aus Bobbio mit Fresken verziert. Danach wurde das Bauwerk erst ein Kino und dann ein Ballsaal bis 1985. Heute wird es als Auditorium und Zentrum für Kongresse und Zusammenkünfte genutzt.
1833 wurde im Kloster das regionale Gymnasium eingerichtet, das von Bischof Cavalleri gegründet worden war. Nach dem Abriss des Palazzo Podestarile am Domplatz und der Verlegung des Gymnasiums in das Kloster San Colombano wurde es 1927 Sitz des neuen Rathauses. Kürzlich wurde das Gebäude umgebaut und in seinem Inneren das neue Kulturzentrum geschaffen, ein Konferenzsaal, das historische Archiv der Gemeinde und die Bibliothek.

## Erinnerungstafel an die „Repubblica di Bobbio“

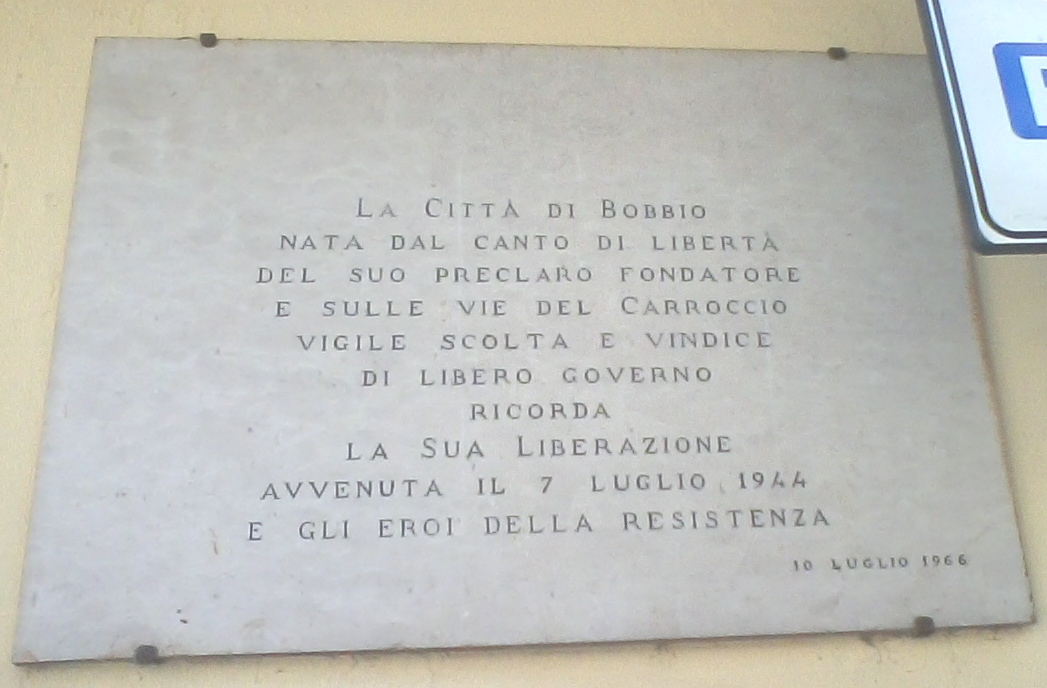
Tafel am Eingang zum Palazzo Comunale zur Erinnerung an die Befreiung und an die „Republik Bobbio“

Eine Steintafel am Eingang zum Palazzo Comunale von Bobbio erinnert sowohl an die alte Gründung, den Erhalt des Stadtrechts am 14. Februar 1014, an die freie Kommune (ab dem Anfang des 12. Jahrhunderts), den Anschluss an den Lombardenbund und die Teilnahme an den Gefechten gegen Friedrich Barbarossa in Legnano, als auch an die Ereignisse der Widerstandsbewegung im Sommer 1944, die zur Befreiung der Stadt durch die Partisanen und zur Gründung der „Republik Bobbio“ führten. Am 7. Juli 1944 und 7.30 Uhr kamen die Männer der Kommandos „Firgilio Guerci“ und „Italo Londei“ als erste in Bobbio an, gefolgt von den anderen Brigaden und den Männern der Abteilung „GL“ von Fausto Cossu. Das Territorium von Bobbio konstituierte sich also als Republik, deren Sitz der Palazzo Comunale wurde; sie erstreckte sich über 90 km von Rivergaro nach Torriglia mit Ablegern in Oltrepò, im Val Tidone und im Val d'Aveto, aufgeteilt in zwei zusammenhängende Zonen (Richtung Piacenza und Pavia: Zone A; Richtung Piacenza und Genua: Zone B; mit Zentren in Gorreto und Torriglia). Am 1. August wählte die Junta an ihrem Sitz im Palazzo Comunale den Professor Bruno Pasquali zum Bürgermeister-Kommissar und den Dottore Mario Reposi zum Vize. Radio London verkündete: „Bobbio die erste Stadt in Norditalien ist befreit!“ Am 22. August begannen die Deutschen mit einer Gegenoffensive, die nach der Schlacht von Penice am 27. August mit der Auflösung der Republik und der deutschen Besetzung Bobbios am 29. August 1944 endete. Bobbio erlebte weitere Befreiungen und Wiederbesetzungen bis zur endgültigen Befreiung am 4. März 1945.